# Steenfelder Kirche

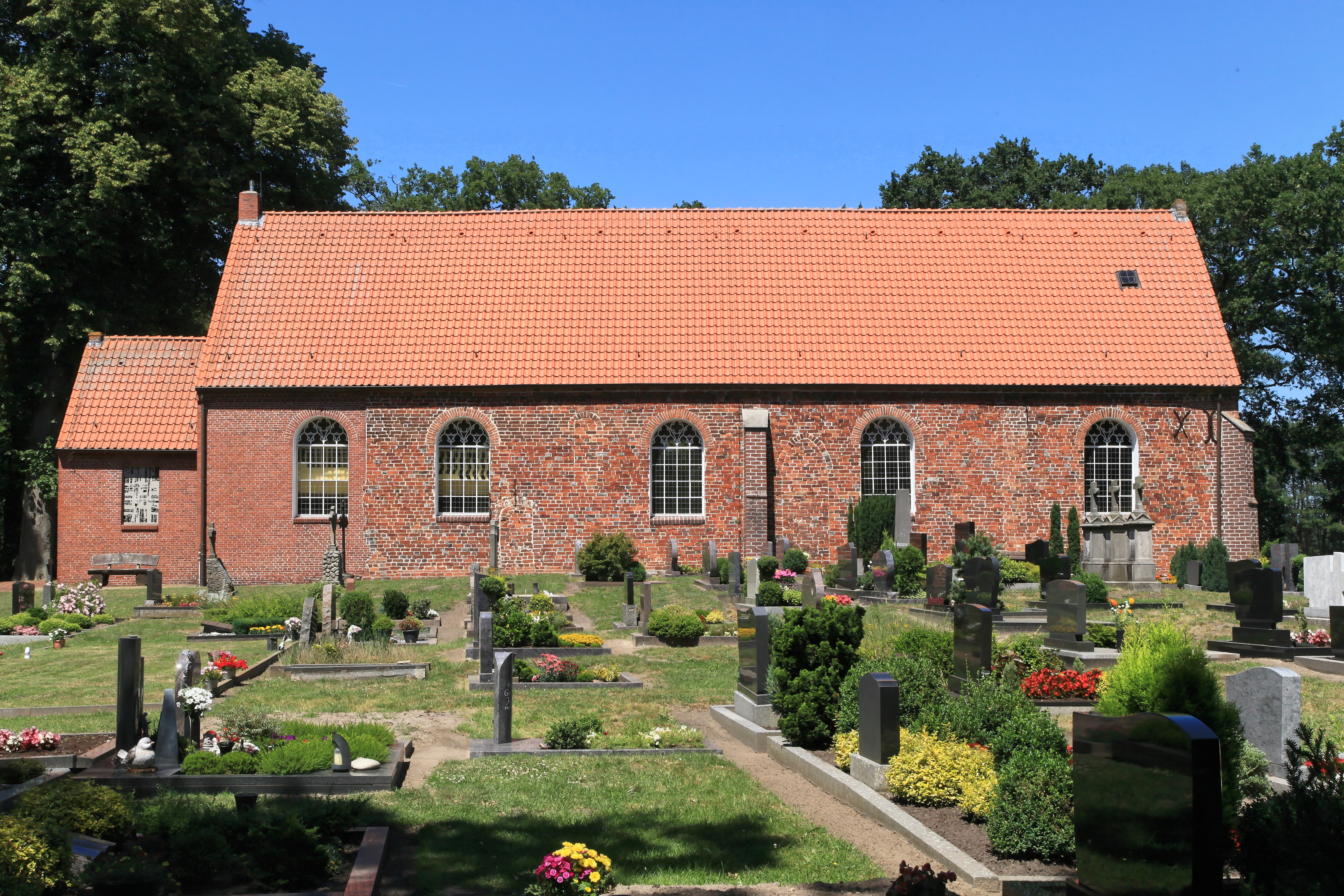
Steenfelder Kirche

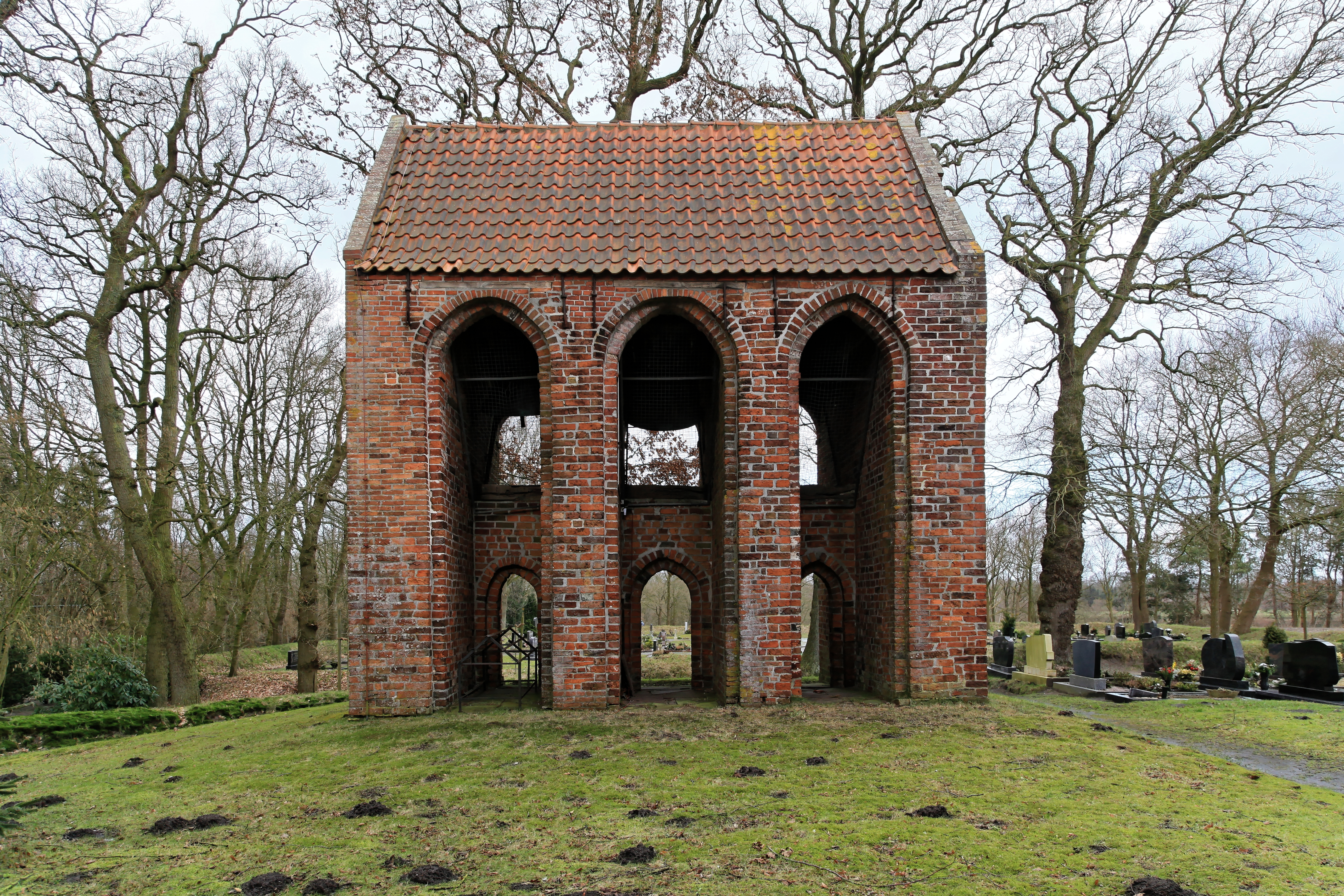

Die lutherische Steenfelder Kirche im ostfriesischen Steenfelde, Gemeinde Westoverledingen, wurde im 13. oder 14. Jahrhundert als Saalkirche gebaut.
w

## Geschichte
Das auf einer kreisförmigen flachen Erhebung als rechteckige Saalkirche aus Backstein errichtete spätromanische Gotteshaus ist der heiligen Maria und dem heiligen Nikolaus geweiht. Umgeben wird es von einem drei Meter hohen mit Bäumen bewachsenen Erdwall. Ebenfalls aus der Erbauungszeit der Kirche stammt der Glockenturm, der seinen Standort nördlich der Kirche in Form des freistehenden „Parallelmauertyps“ fand. Da die systematische Besiedlung des Ortes im 12. und 13. Jahrhundert von Völlen aus erfolgte, unterstand Steenfelde im Mittelalter dem Bistum Osnabrück. Nach dem Einsturz des östlichen Teils der Kirche im Jahre 1429 finanzierte man den Wiederaufbau mithilfe eines Ablasses, den Papst Martin V. am 1. Dezember d. J. verkündigte. Die Ostseite erhielt in diesem Zuge einen Anbau des Chores mit glattem Abschluss. Nach der Reformation wechselte die Gemeinde zum reformierten Bekenntnis, wurde aber auf Anordnung der Gräfin Katharina Wasa, der schwedischen Königstochter und Ehefrau von Edzard II., ab 1601 zum lutherischen Bekenntnis gezwungen. Ein Maurer soll im Jahr 1681 zwei kleinere Altäre aus vorreformatorischer Zeit entfernt und Reliquien in einem verschlossenen Gefäß entdeckt haben, dessen Inhalt ein beiliegendes Dokument als Gebeine des heiligen Franz auswies. Über dessen weiteren Verbleib ist nichts bekannt.
Fünf Strebepfeiler stützen die Außenwände der Kirche. Die alten rundbogigen Portale und einige der ursprünglichen kleinen Fenster an den Längsseiten sind heute zugemauert. Hingegen ist der Zahnfries unter der Regentraufe erhalten. Die heutigen rundbogigen Fenster gehen auf eine Vergrößerung im Jahr 1860 zurück. Im 20. Jahrhundert erfolgten die westliche Erweiterung des Kirchenschiffes und der Anbau eines Windfangs.

## Ausstattung

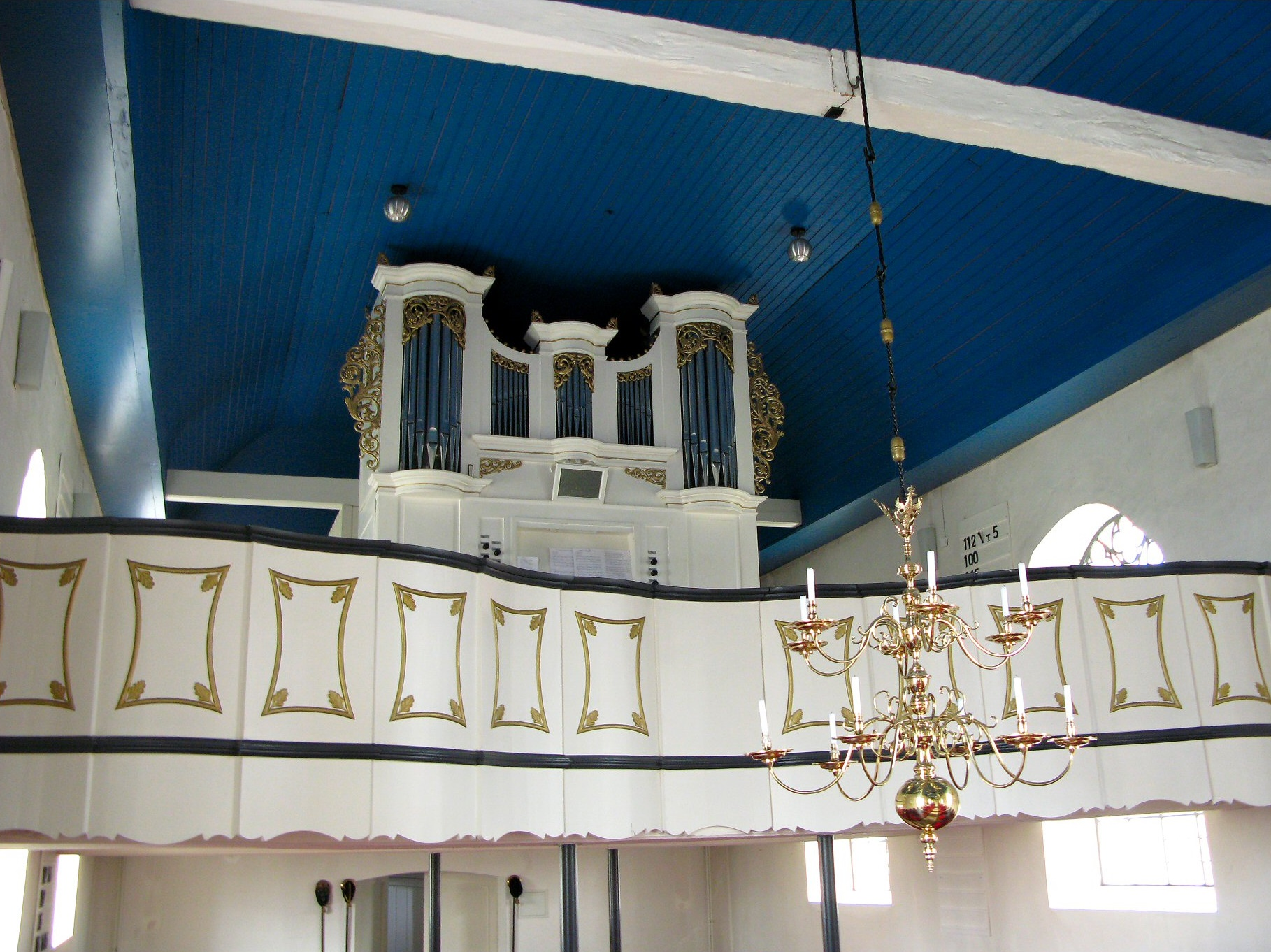
Hillebrand-Orgel hinter historischem Prospekt (1860)

Der Kirchenraum wird von einer flachen, hölzernen Spiegeldecke abgeschlossen. Der kelchförmige Taufstein stammt aus dem 15., die schlichte Kanzel aus dem 17. und das rot bemalte Kastengestühl aus dem 18. Jahrhundert. Die Orgel wurde 1858 bis 1860 von Gerd Sieben Janssen mit neun Registern auf einem Manual erbaut. 1913 erfolgte ein Neubau durch die Orgelbaufirma P. Furtwängler & Hammer im alten Gehäuse. Die Gebr. Hillebrand schufen 1984–86 die heutige Orgel mit zwölf Registern auf zwei Manualen und Pedal hinter dem historischen Prospekt. Der Altaraufsatz ist neogotisch gestaltet.